# 肉体と石
「肉体と石」（にくたいといし、原題: "Flesh and Stone"）は、イギリスのSFドラマ『ドクター・フー』の第5シリーズ第5話。スティーヴン・モファットが脚本を、アダム・スミスが監督を担当し、2010年5月1日に BBC One で初めて放送された。本作は4月24日に放送された前編「天使の時間」との二部作の後編であり、リヴァー・ソング（演:アレックス・キングストン）と、主要な敵として嘆きの天使が登場した。
本作では、タイムトラベラーの異星人11代目ドクター（演:マット・スミス）と彼のコンパニオンのエイミー・ポンド（演:カレン・ギラン）そしてリヴァー・ソングとオクタヴィアン神父（演:イアン・グレン）率いる武装聖職者たちが、他者から観測されていない時にも動くことのできる生命体である嘆きの天使による罠から脱出する。彼らは墜落した宇宙船ビザンティウム号に避難するが、天使たちが彼らを追いかけ、そしてエイミーは目に映った天使により死の淵に立たされる。やがてドクターたちと天使たちは、生命を歴史から抹消してしまう時空の裂け目の拡大の危機に直面する。
モファットは映画『エイリアン』とその続編『エイリアン2』の関係にインスパイアされ、2007年のエピソード「まばたきするな」のアクション志向の続編として「天使の時間」と本作を執筆した。本作では時空の裂け目というメインのストーリー・アークにまつわる生命線とも呼べる情報のほか、登場人物を動機付けする数多くの実例が明かされた。「天使の時間」と「肉体と石」は第5シリーズで最初に撮影されたエピソード2本であり、「肉体と石」の撮影は2009年7月にヴェール・オブ・グラモーガンのサザンダウンビーチで開始された。イギリスでの視聴者数は849万5000人を記録し、批評家から主に肯定的なレビューをされた。ただし、多くのレビューでは前編の質に追いついていないとコメントされているほか、天使の動いている様子を見せるという決定は受け入れられなかった。さらに、エイミーがドクターを誘惑しようとするシーンはBBCへの苦情を呼ぶこととなった。

## 製作

### 脚本
脚本家スティーヴン・モファットは、嘆きの天使を前にした時に起こり得る最悪の状況を考えているうちに「天使の時間」と「肉体と石」を思いつき、見ることのできない状況を考えた。失明が最初の案として挙げられたが、目の中に天使が侵入したためそれを阻害するために目を閉じなくてはならないという、劇中でエイミーが陥った状況に帰着した。モファットは以前第3シリーズ用に執筆した嘆きの天使の初登場エピソード「まばたきするな」のよりアクション志向となった続編として本作をデザインした。彼は映画『エイリアン』とその続編『エイリアン2』の関係にインスパイアされており、彼は前者についてはより控えめ、後者については遥かに派手であるとコメントした。「まばたきするな」では天使は生きるために行動していたが、それとは対照的に本作では戦争を彷彿とさせるような計画を天使に持たせる意図があった。原題 "Flesh and Stone" はモファットの息子が提案したものである。
本作は時空の裂け目を巡るメインのストーリー・アークにおいても重要である。裂け目のアイディアはモファットの息子の壁の同様のひび割れにインスパイアされたものであった。裂け目が再び開いた際、裂け目に関する複数の事実が明かされる。本作では、2008年クリスマススペシャル「もうひとりのドクター」での出来事が歴史に残っていないことと、エイミーが第5シリーズ以前の世界的出来事（シリーズ4「盗まれた地球」「旅の終わり」でのダーレクによる地球侵攻）を覚えていないことが繋がっているとドクターは推測した。また、彼は裂け目の原因となった時間の爆発が2010年6月26日であることも発見した。2010年6月26日は、第5シリーズ最終話「ビッグバン」の放送日でもある。ドクターとリヴァーおよびオクタヴィアン神父がエイミーと他の聖職者を置いて行く前に、わずかな間だけドクターが戻って来てエイミーを慰め、自分を信じることと、幼少期に語った言葉を思い出すように告げた。しかし、このシーンのドクターはそれ以前に天使に奪われたはずのジャケットを羽織っており、腕時計も違うものを着用していた。これは後に、宇宙の再起動後にエイミーがドクターを思い出すようにするために過去の出来事に介入していく未来のドクターであったことが「ビッグバン」で明かされることとなった。リヴァー・ソングはパンドリカが開く時にまたドクターに会えると彼に伝えた。パンドリカについては以前「11番目の時間」でプリズナー・ゼロが言及しており、パンドリカの正体そのものはリヴァー・ソングが再登場する「パンドリカが開く」で明かされた。
本作の細かい部分は性格劇的であった。楽しいからという理由でエイミーを拷問する天使はドクターの怒りに火を点けたが、結果としてドクターが天使を倒しつつエイミーを救う方法を生むきっかけにもなってしまった。このシーンについて、ドクターはその瞬間にエイミーの救出方法を計算しなければならず、いかなる同情も推理の邪魔になるため彼にはエイミーを慰める時間がなかったとモファットは語っている。また、リヴァーはこのことを理解しており、ドクターが考えなくてはならないという旨をエイミーに説明した。モファットはエイミーについて情熱的なファイターかつ利口だと評価しており、これは1秒以上目を開けてはならない状況で1秒未満の間目を開いて状況を確認したシーンで描かれている。またモファットは、ドクターを誘惑しようとするエイミーの態度について、「11番目の時間」で組み立てられたエイミーのキャラクターに矛盾しないものであると考えた。当該シーンは死の間近に迫った事態から辛うじて脱出したことを反映していたが、後にモファットはこのシーンを笑えるふうに書いたことは間違いだったと振り返った。ドクターの反応は、この手の女性の行動に対して恥ずかしく慌てているような、典型的な反応を意図したものだった。

### 撮影と効果

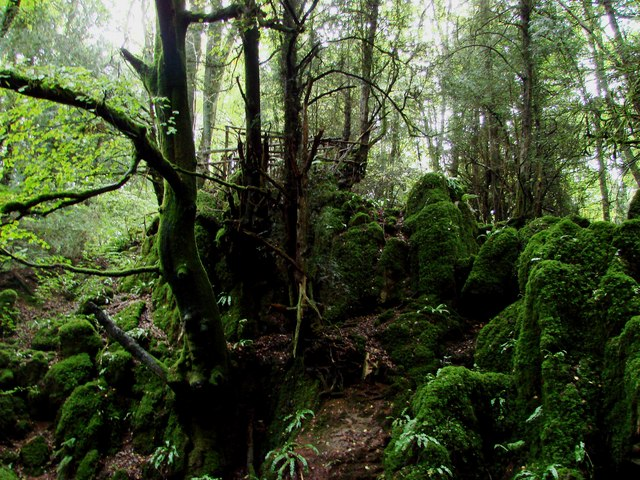
森でのシーンはディーンの森のパズルウッドで撮影された。

「天使の時間」と「肉体と石」は第5シリーズで最初に製作された2エピソードであった。「肉体と石」の台本の読み合わせは「天使の時間」に続いて2009年7月15日に行われた。ビーチでの最後のシーンはウェールズのヴェール・オブ・グラモーガンのサザンダウンにて2009年7月20日から21日に撮影され、第5シリーズで最初に行われた撮影となった。ビザンティウム号の森でのシーンはディーンの森のパズルウッドで2009年7月に9晩をかけて撮影された。
嘆きの天使の大部分は石像の小道具ではなく、若い女性がマスクと衣装を着用して3時間に及ぶ特殊メイクを施していた。準備に時間が掛かったことと、長時間立っていなければならなかったことから、アダム・スミスはこの撮影について完全な悪夢だったと語った。クライマックスのシーンではギランは目を閉じたまま歩かなくてはならず、地面が凸凹でぬかるんでいたため難しく挑戦的な撮影だったと語った。クッションとなるマットの存在には気付いていたものの、つまずいて倒れなくてはならないシーンが最も怖かったと彼女は主張した。目を介した演技ができなかったため、ギランは自身の感情をより強く表現しようとしなくてはならなかった。ビザンティム号の重力場が消失してドクターとエイミーおよびリヴァーが空中で水平になるシーンは、ワイヤーと強力な送風機を使って撮影された。エイミーの寝室が青色であるのは監督アダム・スミスのアイディアであり、幼少期にドクターと出会った際にターディスにインスパイアされたことを示している。

## 放送と反応
「肉体と石」は BBC One と BBC HD でのサイマル放送で2010年5月1日に初めて放送された。当夜の視聴者数は687万人で、うち653万人が BBC One、34万人が BBC HD での視聴者だった。これは前話「天使の時間」から僅かに数字を伸ばしたことになるが、それでもその夜の全番組の視聴者数では『ブリテンズ・ゴット・タレント』に次いで2番目であった。最終合計値は849万5000人で、801万9000人が BBC One、47万6000人が BBC HD での視聴者であった。その週では、それぞれのチャンネルではこの視聴者数は5位と1位であった。Appreciation Index は86を記録した。
日本では2015年6月18日の午後10時からAXNミステリーで字幕版が放送された。なお同日午後11時からは次話「ヴェネチアの吸血鬼」の字幕版が続けて放送された。

### 批評家の反応
「肉体と石」は主に肯定的にレビューされた。ダニエル・マーティンはガーディアン紙の guardian.co.uk で肯定的なレビューをしており、「『ドクター・フー』史上最も素晴らしいエピソードだと確信を持って主張できる」「馬鹿馬鹿しいくらいに良い。数秒おきに象徴的なシークエンスがあるので、瞬間を選ぶことに意味はない」とコメントした。特にオクタヴィアン神父の死のシーンを彼は称賛し、「神父を見殺しにしなくてはならないと気づいた時、マット・スミスの顔に絶望が忍び寄る。オクタヴィアンの最後のスピーチは名誉と優雅さでもらい泣きをする」と指摘した。IGNのマット・ウェールズは本作に10点満点で10点の評価を与え、「壮大で象徴的な瞬間が詰まっていた」「終わりには、答えよりも多くの疑問と、モファットの几帳面な計画の遥かに良いセンスが残された」と述べた
ギャヴィン・フラーはデイリー・テレグラフのWebサイトにて、本作について「スリルと取りこぼしのジェットコースター」と表現した。彼は森でのシーンを称賛し、エピソードが進むにつれてドクターたちの直面する脅威の状況と規模が遷移するため、全ての感情の範囲に対応していてエピソードのハイライトであると述べた。しかし彼はドクターを誘惑しようとするエイミーの態度には不信感を抱き、「シリーズの普段のトーンを保っていないようだ」「もし何人もの若い子どもたちが見れば、画面に最もふさわしいシーンではないかもしれない」と主張した。
ラジオ・タイムズのパトリック・マルケーンは本作を肯定的にレビューし、「天使の時間」と「肉体と石」を誰もが10点満点中10点と評価する『ドクター・フー』の2エピソード であると表現した。彼は天使の気味の悪さゆえに「天使の時間」の方がわずかに素晴らしいと評価した一方で、「肉体と石」についても「視聴者を緊張感と身震いで爆撃した」と考えた。また、彼は終盤のエイミーの色気のあるおどけた仕草に大層驚かされたとも主張した。
Slant Magazine のスティーヴン・クーパーは本作について「エキサイティングで、アクションの詰まったジェットコースターだ」と述べ、スミスやギランおよびキングストンの演技を称賛するだけでなく、監督アダム・スミスの技量を一級品であると評価した。彼はより明らかなモファットのストーリー・アークと新シリーズの他のストーリー・アークも違いを指摘し、番組にとってようやくの革新だと信じた。彼は視聴者の忘れていた要素を使って天使を倒すという最後の展開も称賛した。天使の動いている様を見られるのは「身の毛のよだつようで良く出来ていた」と感じたが、時間を埋め合わせるための全く重要でないシーンだったと考え、「遥かに独創性に富んだ興味深いものではなかった」と評価した。SFXのデイヴ・ゴールダーは当該シーンを「非常に怖ろしい」と評価して天使の動きは効果的だったとしたが、「かつての素晴らしいモンスターたちが少し弱弱しく馬鹿に思われる」と感じた。また、彼は本作が単調であり、開いた口が塞がらないような暴露もなかったとして、前話には及ばなかったとした。しかし全体的には彼は肯定の立場であり、「しっかりとした、エキサイティングで、手に汗握る45分だった」「緊張感があってアクションが豊富で、記憶に残る洒落や感動的なキャラクターの瞬間が詰まっている」と感じた。彼は特にエイミーのカウントダウン描写やオクタヴィアンの死を称賛し、星5つのうち4つ星の評価をした。

## ホームメディア
「肉体と石」は前話「天使の時間」や次話「ヴェネチアの吸血鬼」と共にリージョン2のDVDおよびブルーレイディスクで2010年7月5日に発売された。同年11月8日には完全版第5シリーズDVDセットの一部として再発売された。
日本語版DVDは2014年10月3日に『ドクター・フー ニュー・ジェネレーション DVD-BOX 1』に同梱されて発売された。

### 書籍化
2011年5月には The Time of Angels というタイトルの下、「天使の時間」と「肉体と石」の小説版が学校リテラシープログラム用に Pearson Education から出版された。トレヴァー・ベクセンデイルが執筆を担当した。

## その後
2017年には、モファットはドクターとエイミーのキスシーンを改変できればよかったと発言した。TwitterのQ&Aで彼は「書くべき素晴らしいシーンがあったのに、私は完全に書くことを避けていた。私はキスを笑えるようにしたが、それはとても間違っていた」と述べた。